# 우송고등학교
우송고등학교(又松高等學校)는 대한민국 대전광역시 동구 자양동에 있는 사립 고등학교이다.

## 학교 연혁
- 1954년 4월 17일 : 학교법인 동아학원 설립 인가(이사장 김노원)
- 1954년 4월 30일 : 대전상업고등학교 설립 인가(신안동 293번지) (상업과 6학급)
- 1954년 5월 16일 : 초대 김정우 교장 취임
- 1954년 5월 25일 : 개교 및 입학식(1학년 2학급)
- 1956년 3월 23일 : 제1회 졸업식(39명)
- 1958년 9월 22일 : 학교 이전(자양동 186번지)
- 1997년 7월 30일 : 학칙변경 인가 30학급(경영정보과 6학급, 사무자동화과 8학급, 정보통신운용과 8학급, 정보처리과 8학급)
- 1998년 3월 7일 : 교명변경 대전상업정보고등학교
- 1999년 11월 11일 : 학교법인 우송학원으로 설립 인가
- 2002년 3월 1일 : 우송고등학교 교명 변경 및 학교 이전(자양동 226-2)
- 2006년 6월 30일 : 학교법인 대전우송학원으로 설립 인가
- 2011년 3월 1일 : 교과교실제 A형(선진형) 및 자율학교(교육과정 혁신학교) 시행
- 2023년 2월 7일 : 김학재 이사장 취임
- 2023년 9월 1일 : 제17대 박은성 교장 취임
- 2024년 1월 5일 : 제69회 졸업식(졸업생 234명) 누계 36,701명
- 2024년 3월 4일 : 2024학년도 제72회 입학식(남 118명, 여 155명 계 273명)

## 참고 자료
- 우송고등학교 - 한국교육학술정보원 학교알리미